# 杜善牧
卡梅洛·埃洛杜伊（1901年—1989年），中文名杜善牧，是西班牙汉学家、古籍翻译家。

## 生平
1901年1月25日出生于西班牙北部巴斯克地区比斯开省蒙希亚。19岁时受前辈影响，进入耶稣会修道院就读。在布尔戈斯奥尼亚修道院学习了3年的辩证法及批判法之后，于1926年9月16日抵达中国安徽省芜湖市的耶稣会传教地区，1927年至1929年担任中国神学院教师。不久，他返回西班牙进修。1932年，第二共和国解散耶稣会。他辗转流亡，在比利时被任命为司鐸，并在几年后获得了神学硕士学位。1934年，他再次回到中国，在芜湖各县传教。
中华人民共和国成立后，他来到澳门，第二年抵达臺中，加入了一本中文字典的編纂團隊。1959年，他因为健康因素返回西班牙，到奥尼亚拜访哥哥。受其影响而走上了古文翻译之路。1962年再次返回臺中，全心全意地投入中文古籍的研究。
1986年，他翻译的《诗经》一书荣获西班牙1986年度国家最佳翻译奖，奖金为二百万比塞塔（当时约一万五千美元）。

## 著作
- 杜善牧. . 三民書局. 1968年.